# Castrelo do Val
Castrelo do Val – gmina w Hiszpanii, w prowincji Ourense, w Galicji, o powierzchni 122,05 km². W 2011 roku gmina liczyła 1169 mieszkańców.